# Guillermo García González
Pour les articles homonymes, voir Guillermo García et García.
Guillermo García González est un joueur d'échecs cubain né le 9 décembre 1953 à Santa Clara (Cuba) et mort dans un accident de voiture le 26 octobre 1990 près de La Havane.

## Palmarès
Grand maître international depuis 1976, Guillermo García a remporté deux fois le championnat d'échecs de Cuba (en 1974 et 1983), le tournoi d'échecs de Zurich en 1975 (championnat international de Suisse) et deux fois le mémorial Capablanca : en 1977 (ex æquo avec Oleg Romanichine) et en 1980 (tournoi 2, devant Iouri Razouvaïev et Helmut Pfleger).

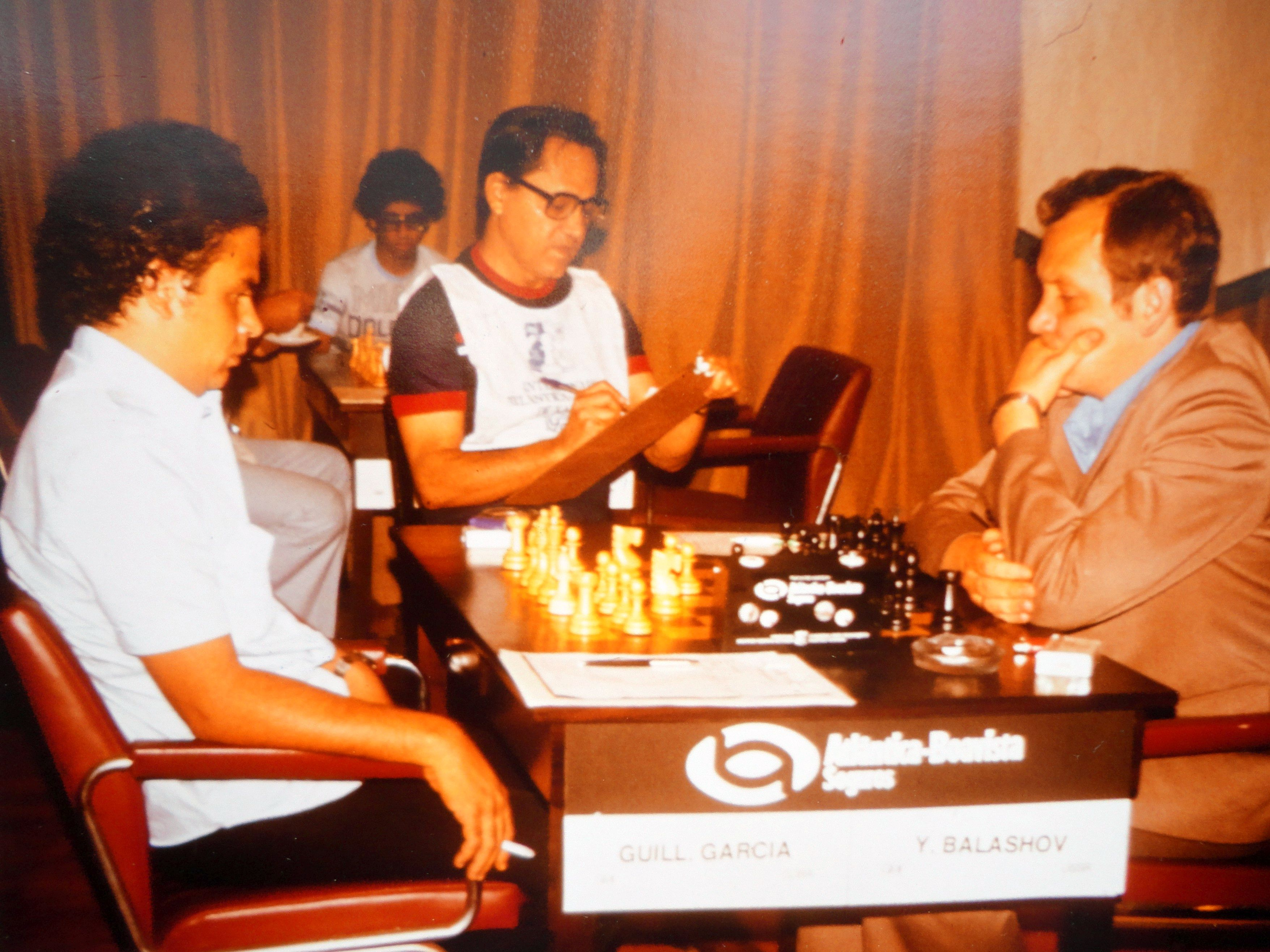
Guillermo García González (à gauche) et Iouri Balachov au tournoi interzonal de Rio en 1979.

Guillermo García González a représenté Cuba lors de deux tournois interzonaux (en 1979 et 1982), du championnat du monde d'échecs par équipe de 1985 et de sept olympiades en 1974 et de 1978 à 1982 (il joua au premier échiquier en 1974 (finale B), 1978, 1980 et 1982). Lors du tournoi de Banja Luka 1979 et du tournoi interzonal de Moscou 1982, il fit partie nulle avec le vainqueur Garry Kasparov.